# سستو کامپانو
سستو کامپانو (به ایتالیایی: Sesto Campano) یک کومونه در ایتالیا است که در استان ایسرنیا واقع شده‌است.

## خصوصیات
سستو کامپانو ۳۶٫۶ کیلومترمربع مساحت و ۲٬۸۶۳ نفر جمعیت دارد.